# Meridià 150 a l'oest
El meridià 150 a l'oest de Greenwich és una línia de longitud que s'estén des del pol Nord travessant l'oceà Àrtic, Amèrica del Nord, l'oceà Pacífic, Oceania, l'oceà Antàrtic, i l'Antàrtida fins al pol Sud.
El meridià 150 a l'oest forma un cercle màxim amb el meridià 30 a l'est. Com tots els altres meridians, la seva longitud correspon a una semicircumferència terrestre, uns 20.003,932 km. Al nivell de l'Equador, és a una distància del meridià de Greenwich de 16.698 km.
La Zona horària Hawaii-Aleutiana es basa en el temps solar d'aquest meridià. A l'Antàrtida, el meridià defineix la frontera oriental de la reclamació territorial de Nova Zelanda. La terra més a l'est no és reclamada per cap estat.

## De Pol a Pol
Començant en el pol Nord i dirigint-se cap al pol Sud, aquest meridià travessa:
| Coordenades                               | País, territori o mar | Notes |
| ----------------------------------------- | --------------------- | --- |
| 90° 0′ N, 150° 0′ O / 90.000°N,150.000°O  | Oceà Àrtic            | |
| 72° 20′ N, 150° 0′ O / 72.333°N,150.000°O | Mar de Beaufort       | |
| 70° 28′ N, 150° 0′ O / 70.467°N,150.000°O | Estats Units          | Alaska - travessa Anchorage (a 61° 12′ N, 150° 0′ O / 61.200°N,150.000°O) |
| 59° 39′ N, 150° 0′ O / 59.650°N,150.000°O | Oceà Pacífic          | Passa a l'est de l'illa Carolina, Kiribati (a 9° 56′ S, 150° 12′ O / 9.933°S,150.200°O) · Passa a l'oest de l'illa Moorea, Polinèsia Francesa (a 17° 30′ S, 149° 55′ O / 17.500°S,149.917°O) |
| 60° 0′ S, 150° 0′ O / 60.000°S,150.000°O  | Oceà Antàrtic         | |
| 76° 32′ S, 150° 0′ O / 76.533°S,150.000°O | Antàrtida             | Frontera entre la Dependència de Ross, reclamat per Nova Zelanda, i el Territori no reclamat                                                                                                 |